# 寺島隆吉
寺島 隆吉（てらしま たかよし、1944年7月12日 - ）は、日本の英語学者、英語教育学者。岐阜大学名誉教授。

## 人物
石川県生まれ。1963年、石川県立羽咋高等学校卒業。東京大学理科Ⅱ類入学。1969年、東京大学教養学部教養学科（科学史科学哲学 専攻）卒業。石川県立高校教諭（英語）として在職中の1984年、金沢大学大学院教育学研究科英語教育修士課程修了。1986年、岐阜大学教養部専任講師、のち1988年に助教授。カリフォルニア大学バークレー校、南カリフォルニア大学客員研究員。1993年、岐阜大学教養部教授。1996年、岐阜大学教育学部教授。2010年、定年退任。国際教育総合文化研究所を設立。
英語教育応用記号論研究会代表。

## 著書

### 単著
- 『学習集団形成のすじみち』明治図書出版　1976　生活指導選書
- 『英語にとって学力とは何か』三友社出版　1986　新しい英語教育学の探求
- 『英語にとって授業とは何か』三友社出版　1989　新しい英語教育学の探求
- 『英語記号づけ入門 その誕生と現在の到達点』三友社出版　1991　シリーズ授業の工夫 英語記号づけ入門
- シリーズ　英語音声への挑戦 ; 3. こころとからだを解放する ; 3　あすなろ社

１．『ロックで広がる英語の世界　学園に歌声よ起これ　英語発音の「進化論」』1997
２．『ロックで学ぶ英語のリズム　発音記号なんていらない！！　逆転発想の英語学習』1996
３．『キングで広がる英語の世界　演説「I have a dream」の読み方・楽しみ方』1996
４．『キングで学ぶ英語のリズム　「リズムよみ」で楽しむ英語スピーチ』1997
５．『チャップリン「表現よみ」への挑戦　「独裁者」で広がる英語の世界』1997　
６．『チャップリン「独裁者」の英音法　英音法リズム小事典』1996
- 『英語にとって「音声」とは何か？』あすなろ社 2000　地球市民の英語学習series
- 『英語にとって「文法」とは何か？』あすなろ社 2000　地球市民の英語学習series
- 『国際理解の歩き方　映像と音楽で学ぶ平和・人権・環境』あすなろ社 2000
- 『英語にとって「教師」とは何か』あすなろ社 2002　地球市民の英語学習series
- 『英語にとって「評価」とは何か』あすなろ社 2002　地球市民の英語学習series
- 『英語教育原論』明石書店　2007
- 『英語教育が亡びるとき　「英語で授業」のイデオロギー』明石書店　2009
- 『英語で大学が亡びるとき　「英語力＝グローバル人材」というイデオロギー』明石書店　2015
- 『コロナ騒ぎ謎解き物語　コロナウイルスよりもコロナ政策で殺される』あすなろ社　2021
- 『コロナ騒ぎ謎解き物語　私たちはガリレオの時代に戻ってしまうのだろうか 　[メディア批判]赤旗から朝日まで』あすなろ社　2021
- 『コロナ騒ぎ謎解き物語　ワクチンで死ぬかイベルメクチンで生きるか』あすなろ社　2022
- 『ウクライナ問題の正体　アメリカとの情報戦に打ち克つために』あすなろ社　2022
- 『ウクライナ問題の正体　ゼレンスキーの闇を撃つ』あすなろ社　2022
- 『ウクライナ問題の正体　８年後にやっと叶えられたドンバス住民の願い』あすなろ社　2022

### 共編著
- 『音声の授業と英音法』編 英語記号づけ研究会 三友社出版　1990　シリーズ授業の工夫 英語記号づけ入門 3
- 『読みの指導と英文法』編 英語記号づけ研究会 三友社出版　1990　シリーズ授業の工夫 英語記号づけ入門 2
- 『授業の組み立てと指導　マラソンプリント・評価・テスト』編 英語記号づけ研究会 三友社出版　1991　シリーズ授業の工夫 英語記号づけ入門 4
- 『中学校英語授業への挑戦』編 英語記号づけ研究会 三友社出版　1991　シリーズ授業の工夫 英語記号づけ入門 5
- 『センとマルとセンで英語が好き！に変わる本　寺島先生のTMメソッド英語上達法』寺島美紀子共著　中経出版　2004

### 翻訳
- K・ブース、 T・ダン編『衝突を超えて 9・11後の世界秩序』監訳 塚田幸三、寺島美紀子訳　日本経済評論社　2003
- グローバル・エクスチェンジ、平和な明日を求める９・１１遺族の会編『アフガニスタン悲しみの肖像画　米国の爆撃による、罪のない民間人犠牲者たち』岩間龍男共訳　明石書店　2004
- ノーム・チョムスキー『チョムスキー２１世紀の帝国アメリカを語る　イラク戦争とアメリカの目指す世界新秩序』明石書店　2004
- ノーム・チョムスキー『チョムスキーの「教育論」』寺島美紀子共訳　明石書店　2006
- ハワード・ジン、アンソニー・アーノブ編『肉声でつづる民衆のアメリカ史』上・下巻　寺島美紀子共訳　明石書店　2012